# Saint-Martin-Lys
Pour les articles homonymes, voir Saint-Martin.
Saint-Martin-Lys  (en occitan Sant Martin de Les) est une commune française, située dans le sud-ouest du département de l'Aude en région Occitanie.
Sur le plan historique et culturel, la commune fait partie du Pays de Sault, un plateau situé entre 990 et 1310 mètres d'altitude fortement boisé. Exposée à un climat océanique altéré, elle est drainée par l'Aude, le Rébenty et par divers autres petits cours d'eau. La commune possède un patrimoine naturel remarquable : trois sites Natura 2000 (le « pays de Sault », le « bassin du Rebenty » et la « haute Vallée de l'Aude et Bassin de l'Aiguette ») et cinq zones naturelles d'intérêt écologique, faunistique et floristique.
Saint-Martin-Lys est une commune rurale qui compte 24 habitants en 2022, après avoir connu un pic de population de 448 habitants en 1896. Ses habitants sont appelés les Martinlysois ou Martinlysoises.

## Géographie

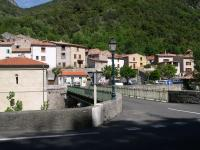
L'entrée du village.

Commune située dans la haute vallée de l'Aude, faisant partie juridiquement du Fenouillèdes,, le petit village de Saint-Martin-Lys se trouve entre deux gorges (tout près du défilé de Pierre-Lys). Surplombé par deux montagnes, le village borde l'Aude ; son accès se fait par un pont.

### Communes limitrophes
Les communes limitrophes sont  Axat, Belvianes-et-Cavirac, Cailla, Puilaurens et Quirbajou.
|           | Belvianes-et-Cavirac |            |
| Quirbajou | Saint-Martin-Lys     | Puilaurens |
| Cailla    | Axat                 |            |

### Hydrographie
La commune est dans la région hydrographique « Côtiers méditerranéens », au sein du bassin hydrographique Rhône-Méditerranée-Corse. Elle est drainée par l'Aude, le Rebenty, le ruisseau d'Aliès, le ruisseau de la Borde, le ruisseau de la Crémade et le ruisseau du Doumergal, qui constituent un réseau hydrographique de 11 km de longueur totale,.
L'Aude, d'une longueur totale de 223,59 km, prend sa source dans la commune des Angles et s'écoule du sud vers le nord. Elle traverse la commune et se jette dans le golfe du Lion à Fleury, après avoir traversé 73 communes.
La Lauquette, d'une longueur totale de 17,9 km, prend sa source dans la commune de Fajac-en-Val et s'écoule du sud-ouest vers le nord-est puis vers l'ouest. Elle traverse la commune et se jette dans le Lauquet à Ladern-sur-Lauquet, après avoir traversé 4 communes.

### Climat
Pour des articles plus généraux, voir Climat de l'Occitanie et Climat de l'Aude.
En 2010, le climat de la commune est de type climat océanique altéré, selon une étude s'appuyant sur une série de données couvrant la période 1971-2000. En 2020, Météo-France publie une typologie des climats de la France métropolitaine dans laquelle la commune est exposée à un climat de montagne ou de marges de montagne et est dans la région climatique Pyrénées orientales, caractérisée par une faible pluviométrie, un très bon ensoleillement (2 600 h/an), un air sec, particulièrement en hiver et peu de brouillards.
Pour la période 1971-2000, la température annuelle moyenne est de 12,5 °C, avec une amplitude thermique annuelle de 14,1 °C. Le cumul annuel moyen de précipitations est de 991 mm, avec 9,1 jours de précipitations en janvier et 5,6 jours en juillet. Pour la période 1991-2020 la température moyenne annuelle observée sur la station météorologique la plus proche, située sur la commune de Granès à 8 km à vol d'oiseau, est de 13,5 °C et le cumul annuel moyen de précipitations est de 724,6 mm,. Pour l'avenir, les paramètres climatiques de la commune estimés pour 2050 selon différents scénarios d’émission de gaz à effet de serre sont consultables sur un site dédié publié par Météo-France en novembre 2022.

### Milieux naturels et biodiversité

#### Réseau Natura 2000

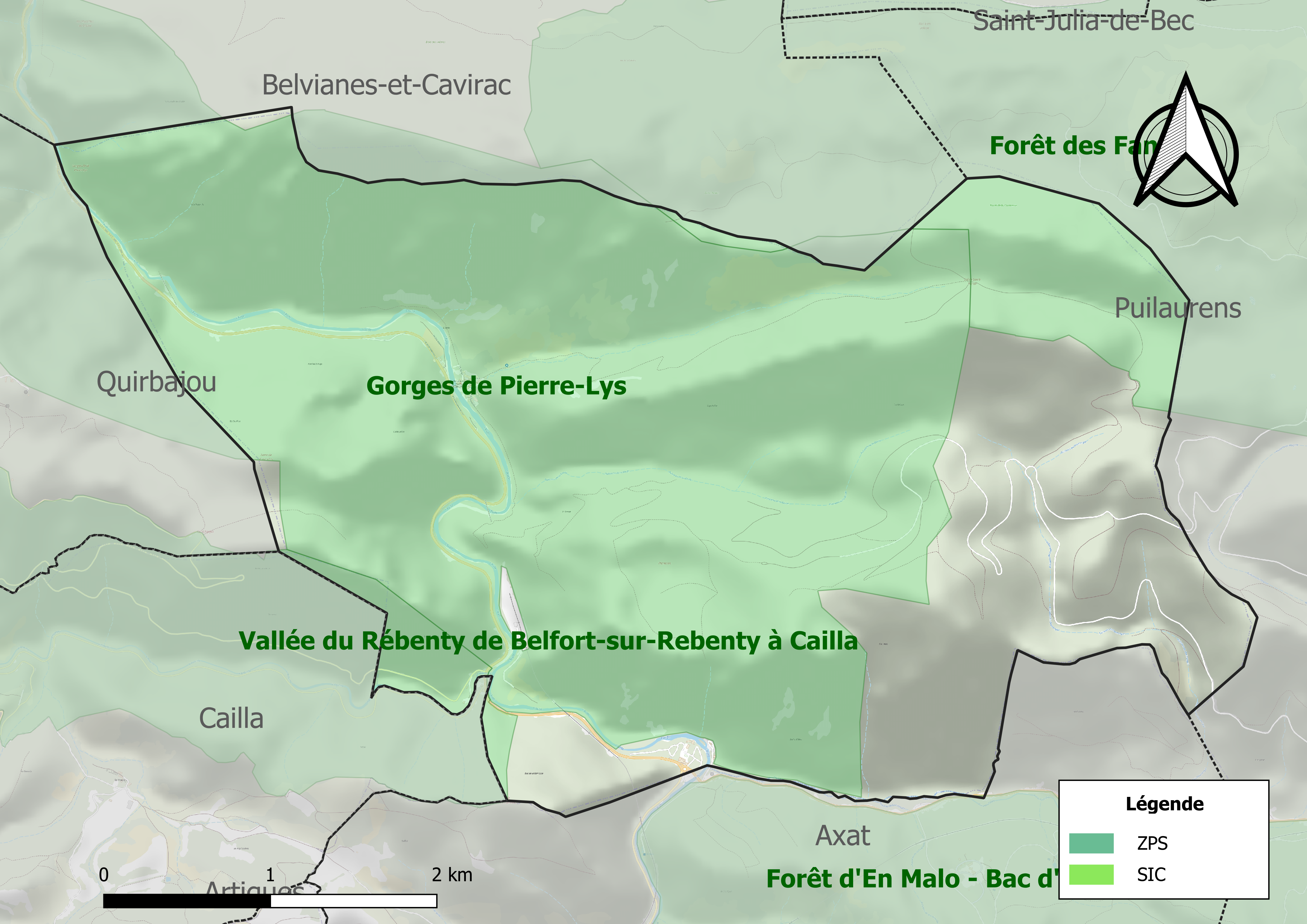
Sites Natura 2000 sur le territoire communal.

Le réseau Natura 2000 est un réseau écologique européen de sites naturels d'intérêt écologique élaboré à partir des directives habitats et oiseaux, constitué de zones spéciales de conservation (ZSC) et de zones de protection spéciale (ZPS).
Deux sites Natura 2000 ont été définis sur la commune au titre de la directive habitats :
- le « bassin du Rebenty », d'une superficie de 8 567 ha, qui offre une palette d'habitats naturels sur une grande gamme altitudinale et climatique et sur des substrats variés (calcaires, marnes, schistes). En particulier, on y rencontre de belles pinèdes de pins à crochets sur sol acide. La rivière héberge des espèces aquatiques (Chabot commun et Barbeau méridional, Écrevisse à pattes blanches) et mammifères (Desman des Pyrénées)[18] ;
- la « haute Vallée de l'Aude et Bassin de l'Aiguette », d'une superficie de 17 055 ha, particulièrement intéressant pour ses milieux aquatiques. Il comprend des populations de Desmans des Pyrénées, Barbeau méridional, d'Écrevisse à pattes blanches ainsi que des chabots[19] ;

et un au titre de la directive oiseaux :
- le « pays de Sault », d'une superficie de 71 499 ha, présentant une grande diversité d'habitats pour les oiseaux. On y rencontre donc aussi bien les diverses espèces de rapaces rupestres, en particulier les vautours dont les populations sont en augmentation, que les passereaux des milieux ouverts (bruant ortolan, alouette lulu) et des espèces forestières comme le pic noir[20].

#### Zones naturelles d'intérêt écologique, faunistique et floristique
L’inventaire des zones naturelles d'intérêt écologique, faunistique et floristique (ZNIEFF) a pour objectif de réaliser une couverture des zones les plus intéressantes sur le plan écologique, essentiellement dans la perspective d’améliorer la connaissance du patrimoine naturel national et de fournir aux différents décideurs un outil d’aide à la prise en compte de l’environnement dans l’aménagement du territoire.
Trois ZNIEFF de type 1 sont recensées sur la commune :
- la « forêt des Fanges » (1 319 ha), couvrant 5 communes du département[22] ;
- les « gorges de Pierre-Lys » (964 ha), couvrant 3 communes du département[23] ;
- la « vallée du Rébenty de Belfort-sur-Rebenty à Cailla » (3 553 ha), couvrant 10 communes du département[24] ;

et deux ZNIEFF de type 2, :
- les « Fenouillèdes audois » (12 141 ha), couvrant 13 communes dont 11 dans l'Aude et 2 dans les Pyrénées-Orientales[25] ;
- la « vallée du Rébenty » (5 661 ha), couvrant 14 communes du département[26].

Carte des ZNIEFF de type 1 et 2 à Saint-Martin-Lys.
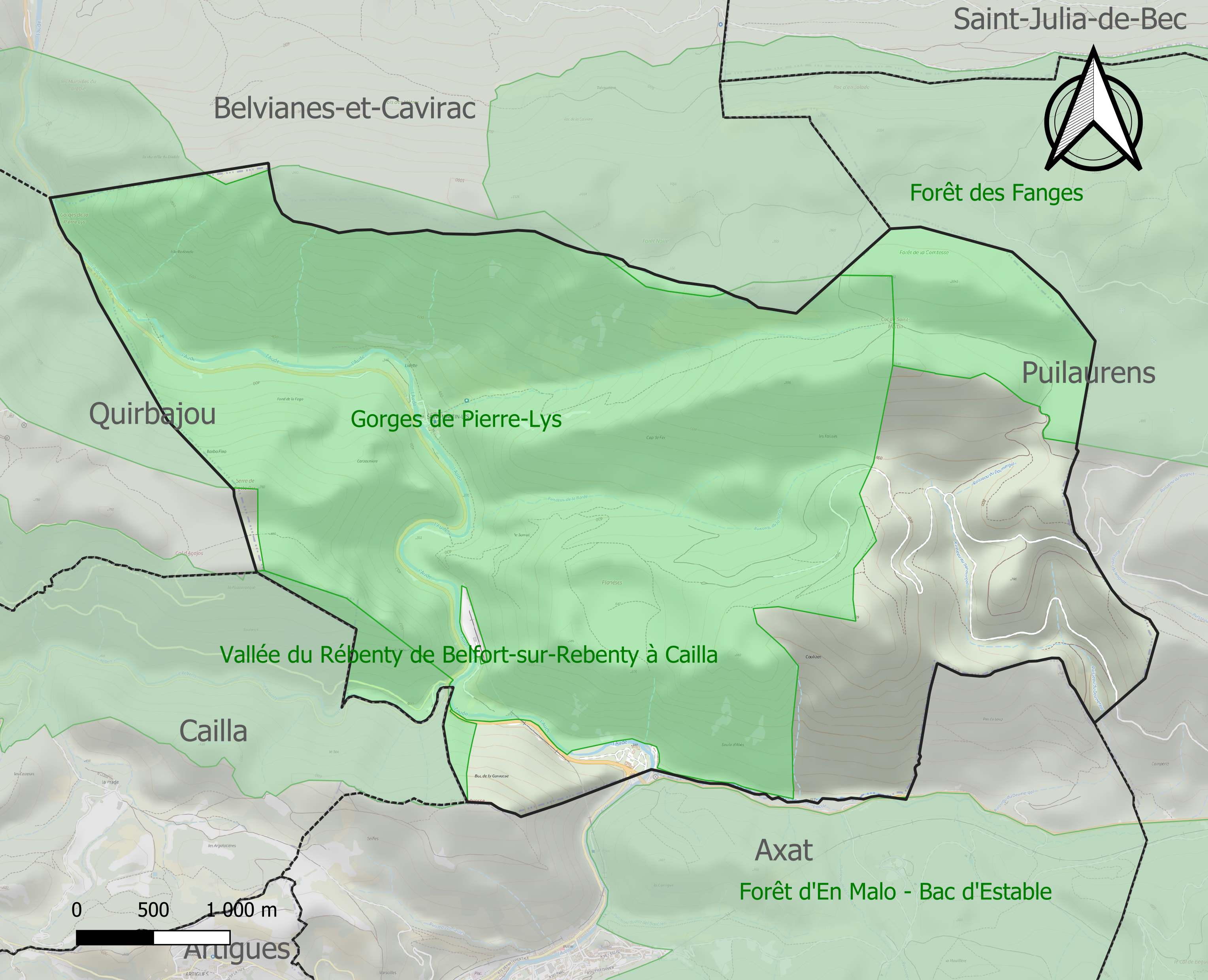
Carte des ZNIEFF de type 1 sur la commune.
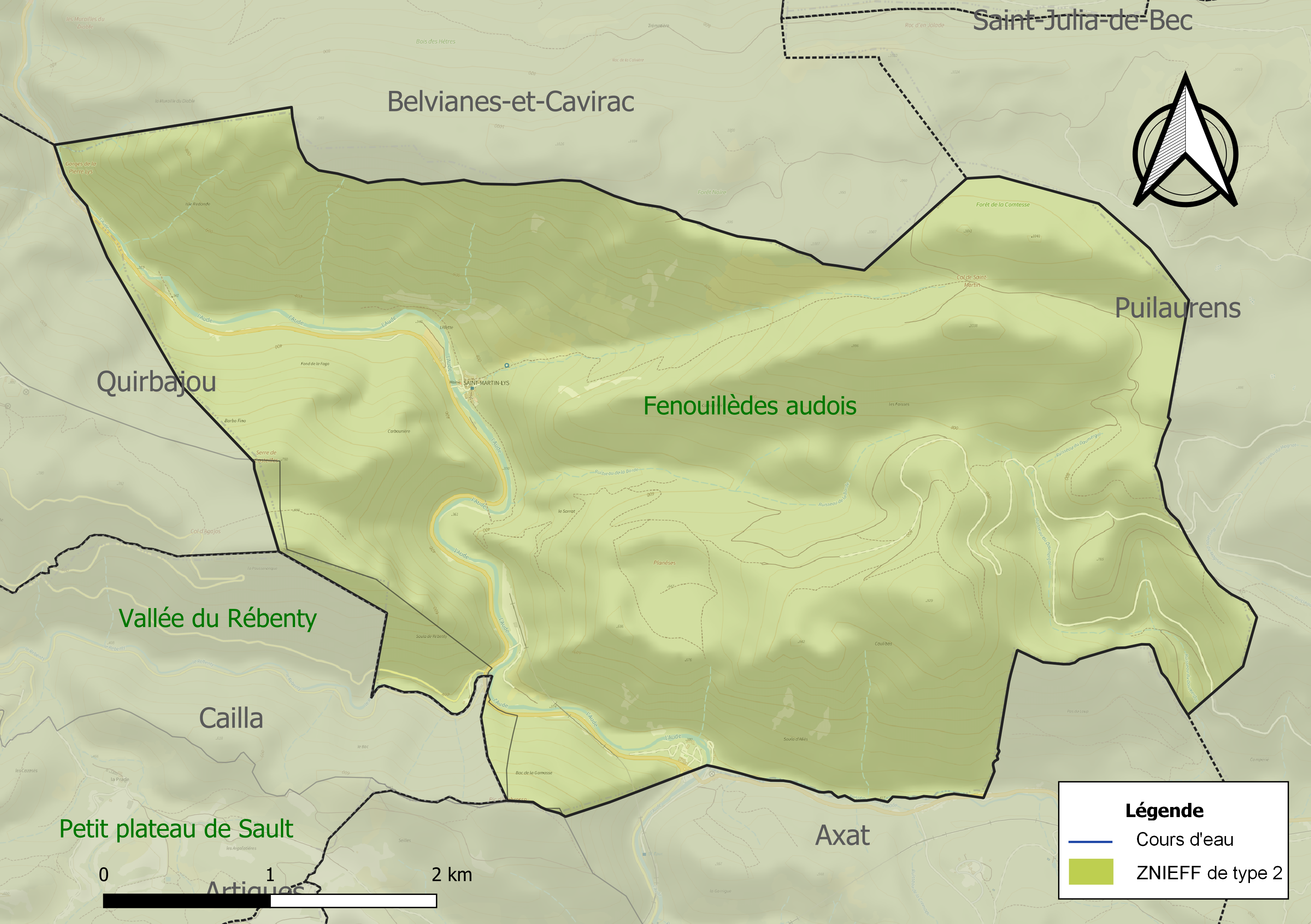
Carte des ZNIEFF de type 2 sur la commune.

## Urbanisme

### Typologie
Au 1er janvier 2024, Saint-Martin-Lys est catégorisée commune rurale à habitat très dispersé, selon la nouvelle grille communale de densité à 7 niveaux définie par l'Insee en 2022.
Elle est située hors unité urbaine et hors attraction des villes,.

### Occupation des sols
L'occupation des sols de la commune, telle qu'elle ressort de la base de données européenne d’occupation biophysique des sols Corine Land Cover (CLC), est marquée par l'importance des forêts et milieux semi-naturels (100 % en 2018), une proportion identique à celle de 1990 (100 %). La répartition détaillée en 2018 est la suivante :
forêts (68,1 %), milieux à végétation arbustive et/ou herbacée (31,9 %). L'évolution de l’occupation des sols de la commune et de ses infrastructures peut être observée sur les différentes représentations cartographiques du territoire : la carte de Cassini (XVIIIe siècle), la carte d'état-major (1820-1866) et les cartes ou photos aériennes de l'IGN pour la période actuelle (1950 à aujourd'hui).

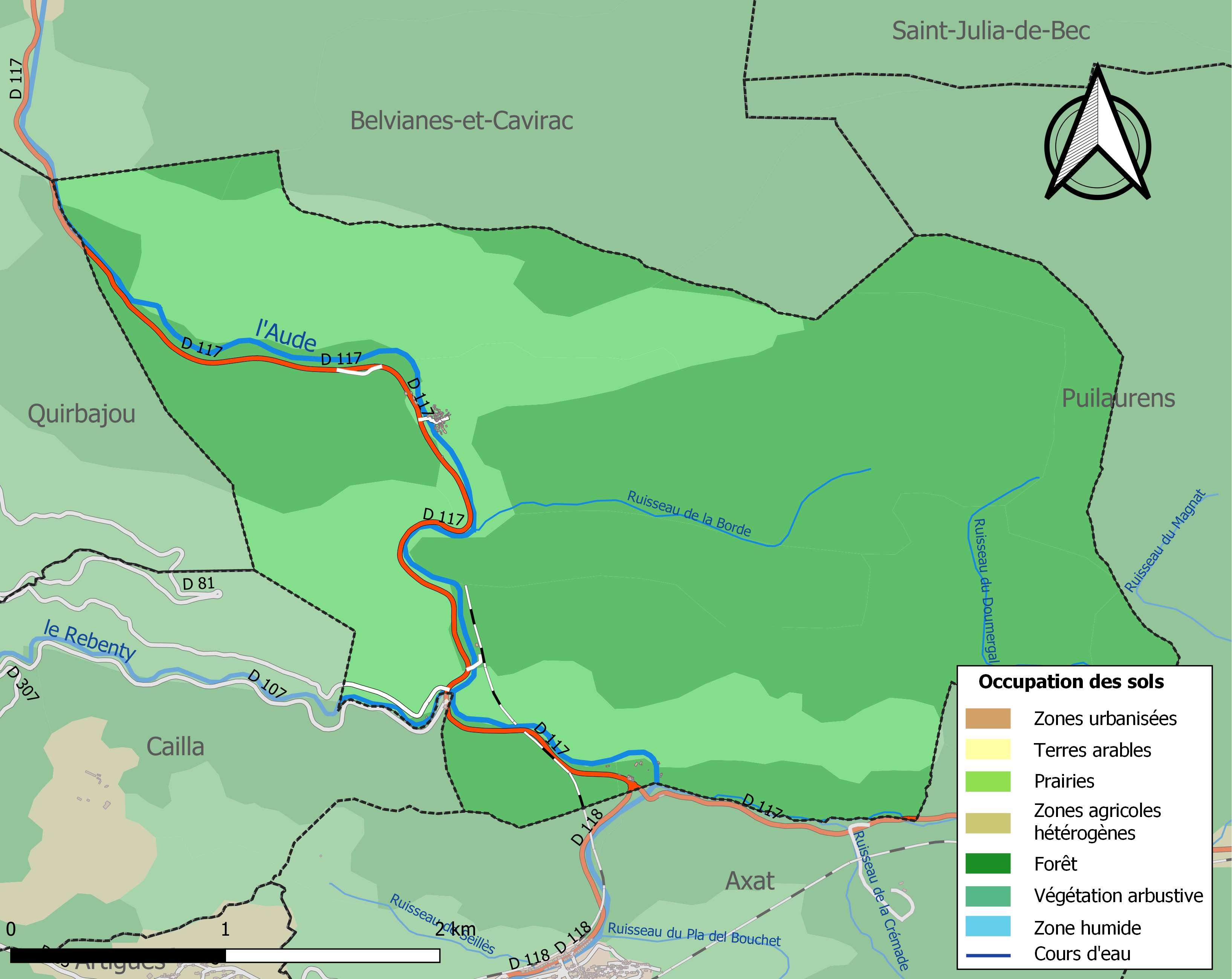
Carte des infrastructures et de l'occupation des sols de la commune en 2018 (CLC).

### Risques majeurs
Le territoire de la commune de Saint-Martin-Lys est vulnérable à différents aléas naturels : météorologiques (tempête, orage, neige, grand froid, canicule ou sécheresse), inondations, feux de forêts, mouvements de terrains et séisme (sismicité modérée). Il est également exposé à deux risques technologiques, le transport de matières dangereuses et la rupture d'un barrage, et à un risque particulier : le risque de radon. Un site publié par le BRGM permet d'évaluer simplement et rapidement les risques d'un bien localisé soit par son adresse soit par le numéro de sa parcelle.

#### Risques naturels
Certaines parties du territoire communal sont susceptibles d’être affectées par le risque d’inondation par débordement de cours d'eau, notamment le ruisseau de Glandes. La commune a été reconnue en état de catastrophe naturelle au titre des dommages causés par les inondations et coulées de boue survenues en 1982, 1992, 1996, 2009 et 2020,.

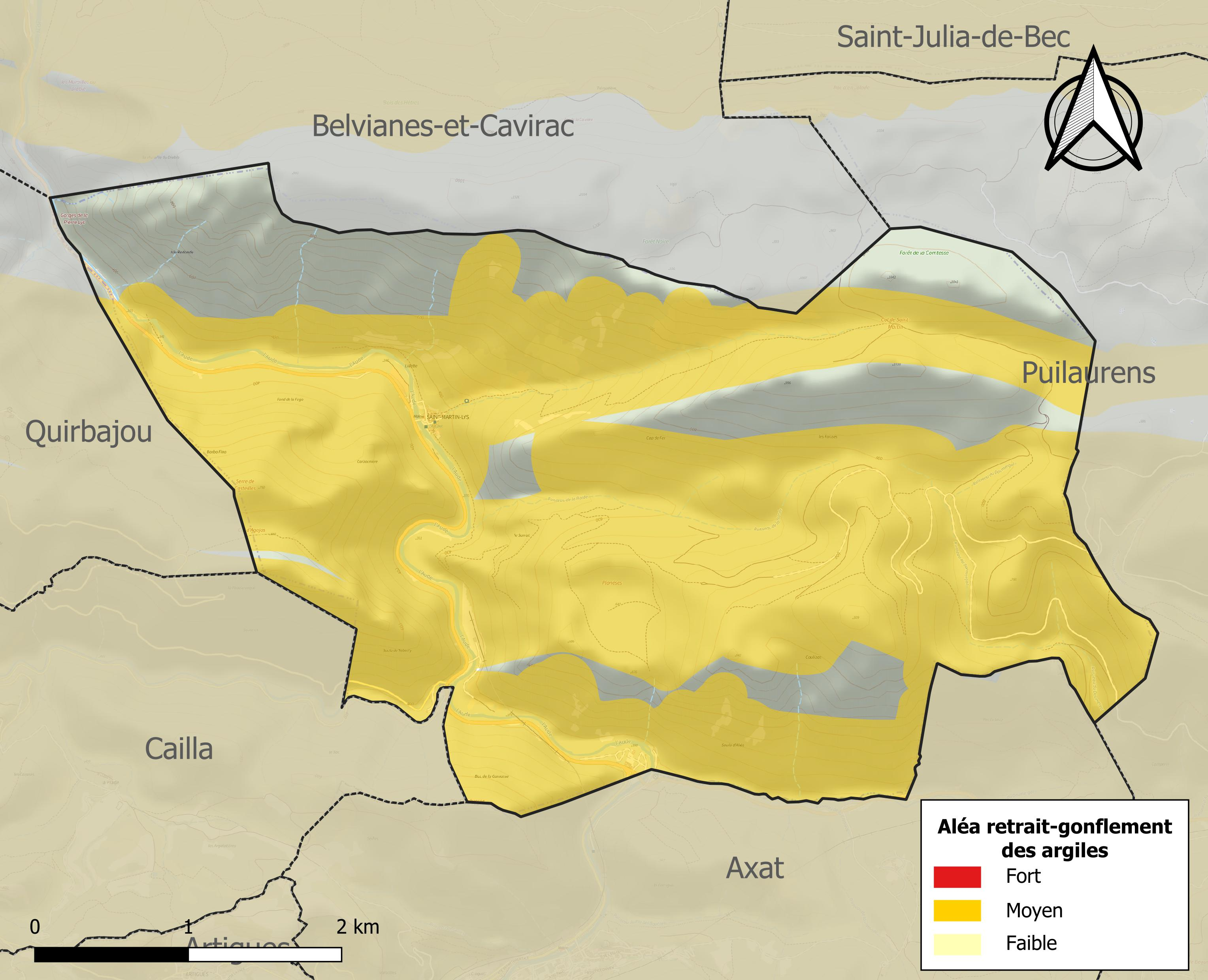
Carte des zones d'aléa retrait-gonflement des sols argileux de Saint-Martin-Lys.

La commune est vulnérable au risque de mouvements de terrains constitué principalement du retrait-gonflement des sols argileux. Cet aléa est susceptible d'engendrer des dommages importants aux bâtiments en cas d’alternance de périodes de sécheresse et de pluie. 77,1 % de la superficie communale est en aléa moyen ou fort (75,2 % au niveau départemental et 48,5 % au niveau national). Sur les 55 bâtiments dénombrés sur la commune en 2019, 55 sont en aléa moyen ou fort, soit 100 %, à comparer aux 94 % au niveau départemental et 54 % au niveau national. Une cartographie de l'exposition du territoire national au retrait gonflement des sols argileux est disponible sur le site du BRGM,.

#### Risques technologiques
Le risque de transport de matières dangereuses sur la commune est lié à sa traversée par une route à fort trafic. Un accident se produisant sur une telle infrastructure est en effet susceptible d’avoir des effets graves au bâti ou aux personnes jusqu’à 350 m, selon la nature du matériau transporté. Des dispositions d’urbanisme peuvent être préconisées en conséquence.
La commune est en outre située en aval des barrages de Matemale et de Puyvalador, deux ouvrages de classe A, situés dans le département des Pyrénées-Orientales. À ce titre elle est susceptible d’être touchée par l’onde de submersion consécutive à la rupture d'un de ces ouvrages.

#### Risque particulier
Dans plusieurs parties du territoire national, le radon, accumulé dans certains logements ou autres locaux, peut constituer une source significative d’exposition de la population aux rayonnements ionisants. Certaines communes du département sont concernées par le risque radon à un niveau plus ou moins élevé. Selon la classification de 2018, la commune de Saint-Martin-Lys est classée en zone 2, à savoir zone à potentiel radon faible mais sur lesquelles des facteurs géologiques particuliers peuvent faciliter le transfert du radon vers les bâtiments.

## Histoire
L'abbaye de Saint-Martin-Lys apparaît dans les textes en 898 lorsque le moine Leuva donna au monastère une vigne située à Cailla. Elle reçoit ensuite de nombreuses donations dans toute la vicomté de Fenouillèdes. Le pape Agapet II confirme ses possessions en 954. Les moines cultivent alors des vignes, des oliviers et des céréales. Le monastère possède une tine ou chais à Brugens où sont amenées les récoltes de la région, aujourd'hui sur la commune de Caudiès-de-Fenouillèdes.

## Politique et administration

### Liste des maires
| Période                                  | Période    | Identité          | Étiquette | Qualité                                             |
| ---------------------------------------- | ---------- | ----------------- | --------- | --------------------------------------------------- |
| mai 2020                                 | En cours   | Rose-Marie Manaud |           |                                                     |
| mars 2008                                | mai 2020   | Francine Aicart   | FG        |                                                     |
| juin 1995                                | mars 2008  | Emile Rios        | PS        |                                                     |
| mars 1975                                | juin 1995  | Georges Marcerou  |           |                                                     |
| mars 1965                                | mars 1975  | Albert Lefrançois |           |                                                     |
| 19/11/1944                               | mars 1965  | Joseph Castela    |           |                                                     |
| 17/05/1925                               | 16/11/1944 | Grégoire Marcérou | PS        |                                                     |
| 19/11/1920                               | 17/05/1925 | Ferdinand Ganet   |           |                                                     |
| décembre 1919                            | 1920       | Zéphirin Dumont   |           | troisième mandat                                    |
| 1915                                     | 1919       | Michel Canet      |           | adjoint remplissant les fonctions du maire mobilisé |
| 1912                                     | 1914       | Benoit Ourtal     |           |                                                     |
| mai 1908                                 | 1911       | Pascal Marcérou   |           |                                                     |
| 1878                                     | mai 1908   | Zéphirin Dumont   |           | deuxième mandat                                     |
| 1874                                     | 1878       | Baptiste Delpech  |           |                                                     |
| 04/06/1871                               | 1874       | Gauderie Pagès    |           |                                                     |
| 1870                                     | 04/06/1871 | Zéphirin Dumont   |           | premier mandat                                      |
| 1860                                     | 1870       | Thomas Marcérou   |           |                                                     |
| 1853                                     | 1860       | Siméon Augereau   |           |                                                     |
| 1847                                     | 1852       | Grégoire Marcérou |           |                                                     |
| 1837                                     | 1846       | Thomas Marcérou   |           |                                                     |
| 1834                                     | 1837       | François Vaquié   |           |                                                     |
| 1826                                     | 1834       | Jean Marcérou     |           |                                                     |
| 1815                                     | 1826       | Benoit Marcérou   |           | deuxième mandat                                     |
| 1808                                     | 1815       | Etienne Chauvet   |           |                                                     |
| 1800                                     | 1808       | Benoit Marcérou   |           | premier mandat                                      |
| Les données manquantes sont à compléter. |            |                   |           |                                                     |

## Démographie
L'évolution du nombre d'habitants est connue à travers les recensements de la population effectués dans la commune depuis 1793. Pour les communes de moins de 10 000 habitants, une enquête de recensement portant sur toute la population est réalisée tous les cinq ans, les populations de référence des années intermédiaires étant quant à elles estimées par interpolation ou extrapolation. Pour la commune, le premier recensement exhaustif entrant dans le cadre du nouveau dispositif a été réalisé en 2006.
En 2022, la commune comptait 24 habitants, en évolution de −4 % par rapport à 2016 (Aude : +2,65 %, France hors Mayotte : +2,11 %).
| 1793 | 1800 | 1806 | 1821 | 1831 | 1836 | 1846 | 1851 | 1856 |
| ---- | ---- | ---- | ---- | ---- | ---- | ---- | ---- | ---- |
| 158  | 181  | 231  | 205  | 235  | 247  | 238  | 242  | 216  |

| 1861 | 1866 | 1872 | 1876 | 1881 | 1886 | 1891 | 1896 | 1901 |
| ---- | ---- | ---- | ---- | ---- | ---- | ---- | ---- | ---- |
| 243  | 234  | 220  | 202  | 204  | 214  | 185  | 448  | 212  |

| 1906 | 1911 | 1921 | 1926 | 1931 | 1936 | 1946 | 1954 | 1962 |
| ---- | ---- | ---- | ---- | ---- | ---- | ---- | ---- | ---- |
| 184  | 166  | 110  | 82   | 82   | 74   | 36   | 90   | 66   |

| 1968 | 1975 | 1982 | 1990 | 1999 | 2006 | 2011 | 2016 | 2021 |
| ---- | ---- | ---- | ---- | ---- | ---- | ---- | ---- | ---- |
| 67   | 44   | 40   | 31   | 46   | 47   | 35   | 25   | 24   |

| 2022 | - | - | - | - | - | - | - | - |
| ---- | - | - | - | - | - | - | - | - |
| 24   | - | - | - | - | - | - | - | - |

## Économie

### Emploi
| Division       | 2008   | 2013   | 2018   |
| -------------- | ------ | ------ | ------ |
| Commune        | 3,8 %  | 18,2 % | 20 %   |
| Département    | 10,2 % | 12,8 % | 12,6 % |
| France entière | 8,3 %  | 10 %   | 10 %   |

En 2018, la population âgée de 15 à 64 ans s'élève à 15 personnes, parmi lesquelles on compte 66,7 % d'actifs (46,7 % ayant un emploi et 20 % de chômeurs) et 33,3 % d'inactifs,. En 2018, le taux de chômage communal (au sens du recensement) des 15-64 ans est supérieur à celui du département et de la France, alors qu'en 2008 la situation était inverse.
La commune est hors attraction des villes,. Elle compte 5 emplois en 2018, contre 17 en 2013 et 20 en 2008. Le nombre d'actifs ayant un emploi résidant dans la commune est de 7, soit un indicateur de concentration d'emploi de 69,3 % et un taux d'activité parmi les 15 ans ou plus de 40 %.
Sur ces 7 actifs de 15 ans ou plus ayant un emploi, 2 travaillent dans la commune, soit 29 % des habitants. Pour se rendre au travail, 71,4 % des habitants utilisent un véhicule personnel ou de fonction à quatre roues, 14,3 % s'y rendent en deux-roues, à vélo ou à pied et 14,3 % n'ont pas besoin de transport (travail au domicile).

### Activités
6 établissements sont implantés à Saint-Martin-Lys au 31 décembre 2019.
Le secteur du commerce de gros et de détail, des transports, de l'hébergement et de la restauration est prépondérant sur la commune puisqu'il représente 50 % du nombre total d'établissements de la commune (3 sur les 6 entreprises implantées à Saint-Martin-Lys), contre 32,3 % au niveau départemental.
Aucune exploitation agricole ayant son siège dans la commune n'est recensée lors du recensement agricole de 2020 (aucune en 1988),.

## Culture et patrimoine

### Lieux et monuments
- Église Saint-Martin de Saint-Martin-Lys du XVIIe siècle et son retable classé.
- Gare de Saint-Martin-Lys[52].
- Ancienne abbaye Saint-Martin.

### Personnalités liées à la commune
- Félix Armand (1742-1823), curé de la commune pendant près de cinquante ans[53].
- Louis Amiel (1800-1862), feuilletoniste ayant décrit le village de Saint-Martin dans plusieurs de ses écrits (Jean Blaireau, Félix Armand).
- Henri Vié auteur de "L'aveugle de Saint-Martin-Lys"[54].
- Antoine Sabarthès - Études onomastiques sur Saint-Martin-Lys[55].

### Évènements
- La 14e étape du Tour de France 2007 est passée par le village.